# 名探偵コナン 4-D ライブ・ショー 〜星空の宝石〜
- ユニバーサル・デスティネーションズ&エクスペリエンシズ > ユニバーサル・スタジオ・ジャパン > ユニバーサル・スタジオ・ジャパンのアトラクション > 名探偵コナン 4-D ライブ・ショー 〜星空の宝石〜
- 名探偵コナン > 名探偵コナン 4-D ライブ・ショー 〜星空の宝石〜

「名探偵コナン 4-D ライブ・ショー 〜星空の宝石〜」（めいたんていコナン 4-D ライブ・ショー 〜ほしぞらのジュエル〜、英：Detective Conan 4-D Live Show - Jewel Under the Starry Sky -）は、ユニバーサル・スタジオ・ジャパン（USJ）のニューヨーク・エリア内にある劇場型アトラクションで、人気漫画・アニメ『名探偵コナン』をテーマにした4Dライブショーである。
2024年3月22日にグランドオープンし、USJ史上初の『名探偵コナン』常設アトラクションとして通年で開催されている。『ターミネーター 2:3-D』（2020年9月クローズ）の会場を改装した「マンハッタンシアター」を使用し、最新の3D映像と実際の俳優による演出、特殊効果を組み合わせた“新次元劇場（ネオ・ディメンションシアター）”方式で、ゲスト（来場者）に作品の世界へ入り込んだような没入体験を提供する。

## 概要
USJと『名探偵コナン』のコラボレーションは2017年以降、毎年春季の期間限定イベント「ユニバーサル・クールジャパン」で行われてきたが、いずれもシーズン限定の催しであり、常設アトラクション化は初の試みとなった。
USJは2023年12月19日に、『名探偵コナン』連載30周年となる2024年春に同作品をテーマにした新アトラクションを開業予定であると発表し、その時点では「緊迫感と臨場感あふれるシアター型ライブ・ショー」になること、詳細は翌2024年1月中旬に発表予定であることが報じられた。翌2024年1月19日、正式名称を『名探偵コナン 4-D ライブ・ショー 〜星空の宝石〜』とし、オープン日が3月22日（金）に決定したことが発表された。あわせて、上演会場の「マンハッタンシアター」にUSJのコーポレート・マーケティング・パートナーである日本通運ホールディングス（NIPPON EXPRESS HD）が協賛することも明らかにされた。
この劇場は横幅45メートル超の巨大スクリーンとステージ設備を備え、3D映像・音響・照明・水しぶき・スモークなど多彩な特殊効果が実装されており、俳優（エンターテイナー）による生のアクション演出と融合することで圧倒的な没入感を実現している。従来の映画館型4Dシアターとは異なり、スクリーンの前でキャラクターが直接登場して共演するライブ要素が特徴で、鈴木園子や怪盗キッドといった人気キャラクターが目の前に現れる演出も盛り込まれている。
アトラクションは基本的に年間を通じて毎日稼働し、追加料金不要で体験できる（入場券さえあればスタンバイ列に並んで参加可能）。1回の公演時間は約30分、収容人数は最大750名であり、混雑期には待ち時間が長くなる傾向がある。特にオープン直後の春休み期間には90分前後の待ち列が想定され、USJは他の期間限定コナン・アトラクション（リアル脱出ゲームやコラボ・ライド）とのセット券「名探偵コナン・アトラクション・スペシャル」を発売し、エクスプレス・パス（優先搭乗券）を提供して待ち時間短縮を図った。「マンハッタンシアター」での1日目の公演開始時間は概ね午前10時台で、夕方には終了するスケジュールとなっており、過去の『ターミネーター 2:3-D』時代と同様に1時間に1公演程度のペースで上演されている。

## ストーリー

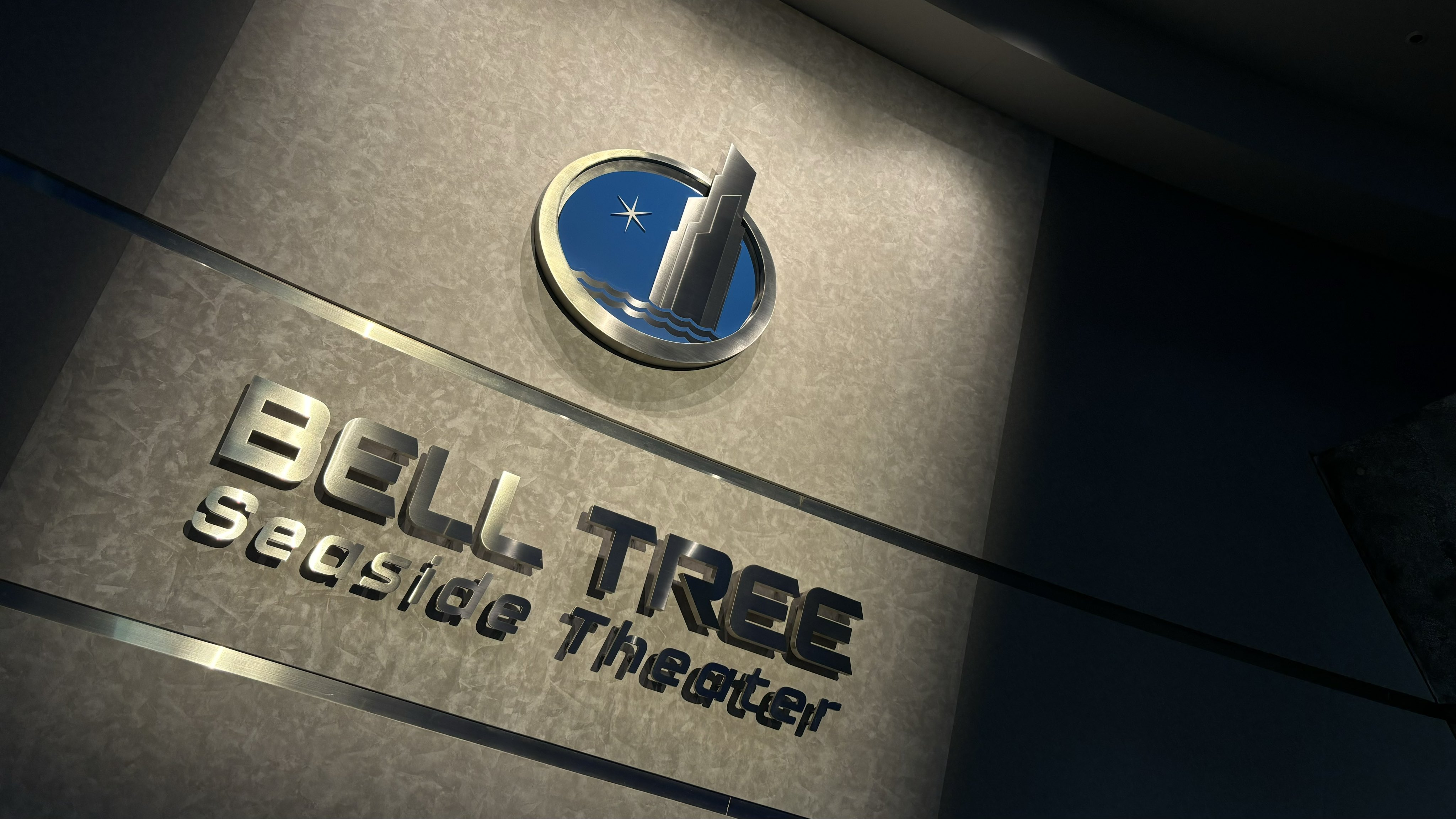

ゲスト（来場者）が鈴木財閥の相談役・鈴木次郎吉によって新設された最新鋭の劇場「ベルツリーシーサイドシアター」で行われる宝石「黄昏の虹（たそがれのにじ）」のお披露目会に招待される場面から始まる。

### プレショー
プレショーでは会場ホストの鈴木園子が登壇し、モニター画面越しに登場した次郎吉とともにゲストを迎えて劇場の設備や「黄昏の虹」について説明する。次郎吉は今回の披露イベントのために開発したエレベーター機能付きの劇場設備「エレベータワー」や、宝石運搬・警備用に特別開発したアーム付きドローンについて紹介し、さらに怪盗キッドから「黄昏の虹」を頂戴する旨の予告状が届いていることを明かす。次郎吉は怪盗キッド対策として、“キッドキラー”の異名を持つ江戸川コナンと、毛利小五郎の代理として安室透を特別に招いており、本編ショーには園子の親友でアシスタント役の毛利蘭も加わって、ゲストとともにメインホールでの宝石披露に臨むことになる。

### メインショー
メインショーが開幕すると、満天の星空が映し出された劇場内で七色に輝く宝石「黄昏の虹」の公開セレモニーが華やかに始まる。しかしその最中、ついに怪盗キッドが姿を現し、宝石を奪おうと乱入する。次郎吉（に扮していた人物）は空中プラットフォームに乗ってドローンを操作し宝石を披露しようとするが、なぜかドローンの制御が上手くいかず暴走し、さらには愛犬ルパンが彼に懐かない様子を不審に思ったコナンと安室は、その場にいる「次郎吉」の正体が怪盗キッドの変装であることを見破る。正体が露見したキッドは変装を解いて本来の白いタキシード姿で現れ、会場はコナン・安室 vs. キッドの三つ巴による「黄昏の虹」を巡る攻防戦の舞台となる。混乱の中で偶然園子が「黄昏の虹」を手に取るが、誤って床に落としてしまい、その拍子に宝石は虹色の光を激しく点滅させ始める。コナンはこの異常現象から宝石の正体を探り、「黄昏の虹」が本物の宝石ではなく巧妙に偽装された爆弾であることを突き止める。実はこの「黄昏の虹」はとあるテロリスト集団が鈴木財閥に無理やり売り付けた爆弾であり、鈴木次郎吉は本物の宝石だと信じて購入・イベント開催したものの、毛利小五郎は事前に真相を察知していたため保身のために体調不良を装い、代わりにコナンと安室を会場に送り込んでいたのである。一方、安室透が所属する警察庁公安部もこの宝石型爆弾を製造したテロリストを追跡中で、他に存在する同型爆弾の行方を追っていたことが明らかになる。
「黄昏の虹」が爆弾だと判明したことで、コナンたちは爆発を阻止すべく奮闘するが、怪盗キッドは混乱に乗じて一時姿をくらまし、会場のエレベータワーは宝石を載せたまま屋上へ向かって上昇していく。制限時間が迫る中、コナンと安室は爆弾の解除を試みるが間に合わないと判断し、安室はコナンにキック力増強シューズで「黄昏の虹」を海上へ蹴り飛ばすよう提案する。しかし暴走するプラットフォームとドローンのせいで狙いが定まらず危機に陥ったその時、安室は電線を使ってプラットフォームを固定し、さらに再び現れたキッドがワイヤーガンでドローンを静止させる。この連携によりコナンは渾身のキックで「黄昏の虹」を海中へ蹴り飛ばすことに成功し、爆弾は海上で爆発して被害は免れた。騒動終息後、閉じ込められていた本物の次郎吉も救出され、彼からの通報で消防当局が出動する。一息つく間もなく、安室の携帯に公安から「他の宝石型爆弾も発見された」との連絡が入り、安室とコナンは蘭と園子に見送られながら次郎吉が手配したヘリコプターで新たな現場へ急行する。こうして劇場内の事件は解決を迎え、物語は次の舞台へと繋がる余韻を残して幕を下ろす。

## 登場キャラクター
江戸川 コナン
声 - 高山みなみ
本作の主人公。高校生探偵・工藤新一が幼児化した姿で、少年探偵団の一員。劇中では「怪盗キッド対策」として鈴木次郎吉に招かれ、毛利小五郎の代理として安室透と共にお披露目会に出席する。劇中終盤では爆弾となった「黄昏の虹」をキック力増強シューズで海に蹴り飛ばし、危機を救った。
怪盗キッド
声 - 山口勝平
神出鬼没の怪盗でコナンの宿敵。原作では黒羽快斗が正体。本アトラクションでは「黄昏の虹」を狙って鈴木次郎吉に変装しイベントに潜入、途中で正体を現しコナンや安室と対決する。宝石の正体が爆弾であることにもいち早く気付いており、終盤では爆発阻止のためコナンたちに協力する場面も見られる。
安室 透
声 - 古谷徹（2024年3月22日 - 2025年1月31日）→草尾毅（2025年2月1日 - ）
私立探偵・喫茶店店員の顔を持つが、その正体は警視庁警備局警備企画課（ゼロ）所属の公安警察官・降谷零。黒の組織に潜入するスパイ「バーボン」でもある。劇中では毛利小五郎が欠席したため代理出席し、コナンと共にキッドの予告状に備える。卓越した格闘能力と機転でコナンを補佐し、終盤では爆弾処理においてコナンに的確な助言を与え、自らもプラットフォーム固定などで貢献した。
毛利 蘭
本作のヒロイン。工藤新一の幼馴染で恋人。園子とは親友であり同級生。お披露目会では園子と共にアシスタントを務める。劇中では得意の空手でアクションを披露し、宝石を手にしてしまうなど物語の鍵を握る。
鈴木 園子
蘭の親友で鈴木財閥の令嬢。明るく自信家な性格で、本アトラクションではお披露目会の司会進行役を務める。冒頭で次郎吉と共にゲストを迎え劇場を紹介し、物語全体を通じて舞台上で生身のキャラクターとして活躍する。キッド乱入後も蘭と共に奮闘し、爆弾騒ぎの後はヘリで現場へ向かうコナンと安室を見送った。
鈴木 次郎吉
声 - 佐藤正治
鈴木財閥相談役で、園子の伯父にあたる名物実業家。大富豪として世界中の秘宝を収集しており、過去の事件から怪盗キッドに強いライバル心を抱いている。今回、自ら巨額で購入した宝石「黄昏の虹」を餌にキッドを誘き寄せようと新劇場を建設しイベントを開催したが、当日はキッドに不意を突かれて控室で襲われ衣服を奪われてしまう。本物の次郎吉は演説台に監禁されるも後に救出され、事件後には爆弾の件を消防当局へ通報し、自家用ヘリを用意してコナンと安室の後追いを支援した。

## 制作背景
USJでは2015年より『エヴァンゲリオン』『進撃の巨人』など日本の人気作品を題材にしたクロスオーバー企画「ユニバーサル・クールジャパン」を開催しており、『名探偵コナン』も2017年以降この枠で度々コラボアトラクションが展開されてきた。特に謎解き要素のある「名探偵コナン・ザ・エスケープ」（リアル脱出ゲーム）や、キャラクターが登場する食事イベント「名探偵コナン・ミステリー・レストラン」などが人気を博し、毎年春 - 初夏限定で登場していた。本アトラクションは、原作・アニメ30周年を迎えるタイミングで企画された常設型ショーであり、これら期間限定イベントで培われたノウハウを活かしつつ、より大規模で継続的な集客コンテンツとして位置付けられている。ストーリーは完全オリジナルで、原作者の青山剛昌の監修の下で作られており、劇場版シリーズとも異なるUSJ独自のエンターテイメントとして制作された（著作権表記には青山剛昌および読売テレビ・TMSの名前がクレジットされている）。映像パートの制作や俳優の演出にはUSJのクリエイティブチームが携わり、従来『ターミネーター 2:3-D』で使用していた特殊効果設備を踏襲・強化する形で、ウォータースプラッシュ（噴霧）、可動席、ストロボライト、ミスト煙などを駆使したダイナミックな演出が実現された。スポンサーとなった日本通運HDはアトラクションの公式ロゴや会場看板にも社名を掲示している。

## 評価・反響
本アトラクションはオープン直後からファンやメディアから高い評価を受けている。『東京ウォーカー』による体験レポートでは、現実の俳優によるアクションと巨大スクリーン上の3D映像との連動が見事で、空中戦など映像ならではのシーンと目の前で繰り広げられる蘭の空手アクションが一体となり、ゲストはまるで作品の中に入り込んだような感覚を味わえると絶賛された。来場者からも「怪盗キッドが本当に目の前に現れる演出に鳥肌が立った」「コナンの推理シーンやドローンの暴走など原作さながらの迫力で引き込まれた」など興奮の声が上がっている。原作者の青山剛昌も開業翌週にUSJを訪れショーを鑑賞し、「キッドの登場シーンがかっこよくて思わず声を上げてしまった。キャラクターたちがまるで作品から飛び出してきたようだった。アクションと映像の融合が凄く、特殊効果にもたくさん驚かされた！」と大興奮でコメントしている。

## アトラクション概要
- 所要時間：約30分
- 上演場所：マンハッタンシアター（ニューヨーク・エリア）
- 定員：750名（車イス、電動車イススペース 8台）
- 特殊効果：3D効果・座席の動き・水しぶき・フォグ・ストロボ・大音量

## 外部サイト
- 公式ウェブサイト